# Raul Hellberg
Raul Hellberg (* 15. Dezember 1900 in Porvoo; † 30. Oktober 1985 ebenda) war ein finnischer Radrennfahrer und Unternehmer.
Raul Hellberg war der dominierende finnische Radrennfahrer in den 1920er bis in die 1930er Jahre hinein. Er errang insgesamt 24 nationale Titel, im Straßenrennen (achtmal) und im Einzelzeitfahren auf der Straße sowie im Sprint, Einer- und Mannschaftsverfolgung auf der Bahn. 1930 und 1932 wurde er Skandinavischer Meister im Einzelzeitfahren, 1927 und 1934 Zweiter.
1928 startete Hellberg bei den Olympischen Spielen in Amsterdam im Straßenrennen und belegte Platz zehn. Er war bekannt für sein zielstrebiges Training (nach Ideen von Paavo Nurmi) sowie für die Verbesserung seines Materials. Sommers wie winters fuhr er täglich die Strecke Porvoo-Helsinki-Porvoo (rund 103 Kilometer). Mit dem Porvoon ajot gewann er von 1926 bis 1930 sowie 1932 und 1934 das älteste finnische Eintagesrennen.
Er startete wie viele erfolgreiche Radrennfahrer Finnlands für den Verein Porvoon Akilles.
1926 begründete Raul Hellberg Raul Hellberg Oy, eine Großhandlung für Fahrräder und Zubehör. 1964 wurde ihm in Finnland der Titel „Kommerzienrat“ (Kauppaneuvos) verliehen. Das von ihm begründete Unternehmen existiert bis heute.